# Shennongjia Hongping Airport
Shennongjia Hongping Airport (kinesiska: 神農架機場) är en flygplats i Kina. Den ligger i provinsen Hubei, i den centrala delen av landet, omkring 390 kilometer väster om provinshuvudstaden Wuhan. Shennongjia Hongping Airport ligger 2 591 meter över havet.
Runt Shennongjia Hongping Airport är det ganska glesbefolkat, med 24 invånare per kvadratkilometer. Närmaste större samhälle är Hongping, 9,1 km öster om Shennongjia Hongping Airport. I omgivningarna runt Shennongjia Hongping Airport växer i huvudsak blandskog.
Genomsnittlig årsnederbörd är 1 180 millimeter. Den regnigaste månaden är september, med i genomsnitt 207 mm nederbörd, och den torraste är december, med 12 mm nederbörd.